# Pamplonita
Pamplonita es un municipio del departamento Norte de Santander en Colombia, con una población de 5.296 habitantes. Se encuentra situado al norte de la ciudad de Pamplona de la que heredó su nombre.
Es tranquilo y acogedor y el clima es un poco más cálido que en Pamplona. Tiene una iglesia y un parque central típicos coloniales. Un par de cuadras alrededor conforman la totalidad del lugar. Cuenta con diversos sitios de interés como son el santuario del Señor Caído, el pozo del pato, el templo parroquial y el polideportivo la sabana.

## División Político-Administrativa
Además de su Cabecera municipal. Pamplonita tiene bajo su jurisdicción los siguientes Centros poblados:
- El Diamante
- El Trevejo